# Gizela Burgundska
Gizela Burgundska (o. 975. – 1006.) bila je francuska princeza, kći kralja Konrada Burgundskog i njegove druge žene Adelajde.
Bila je nećakinja carice Adelajde Talijanske, koja je bila vrlo pobožna.
Udala se za Henrika II. Bavarskog koji je umro mlad.
Bila je majka mađarske kraljice Gizele i Henrika II. Svetog, koji je bio rimsko-njemački car. 
Njezini je unuk bio sveti Emerik.